# Helena Tulve

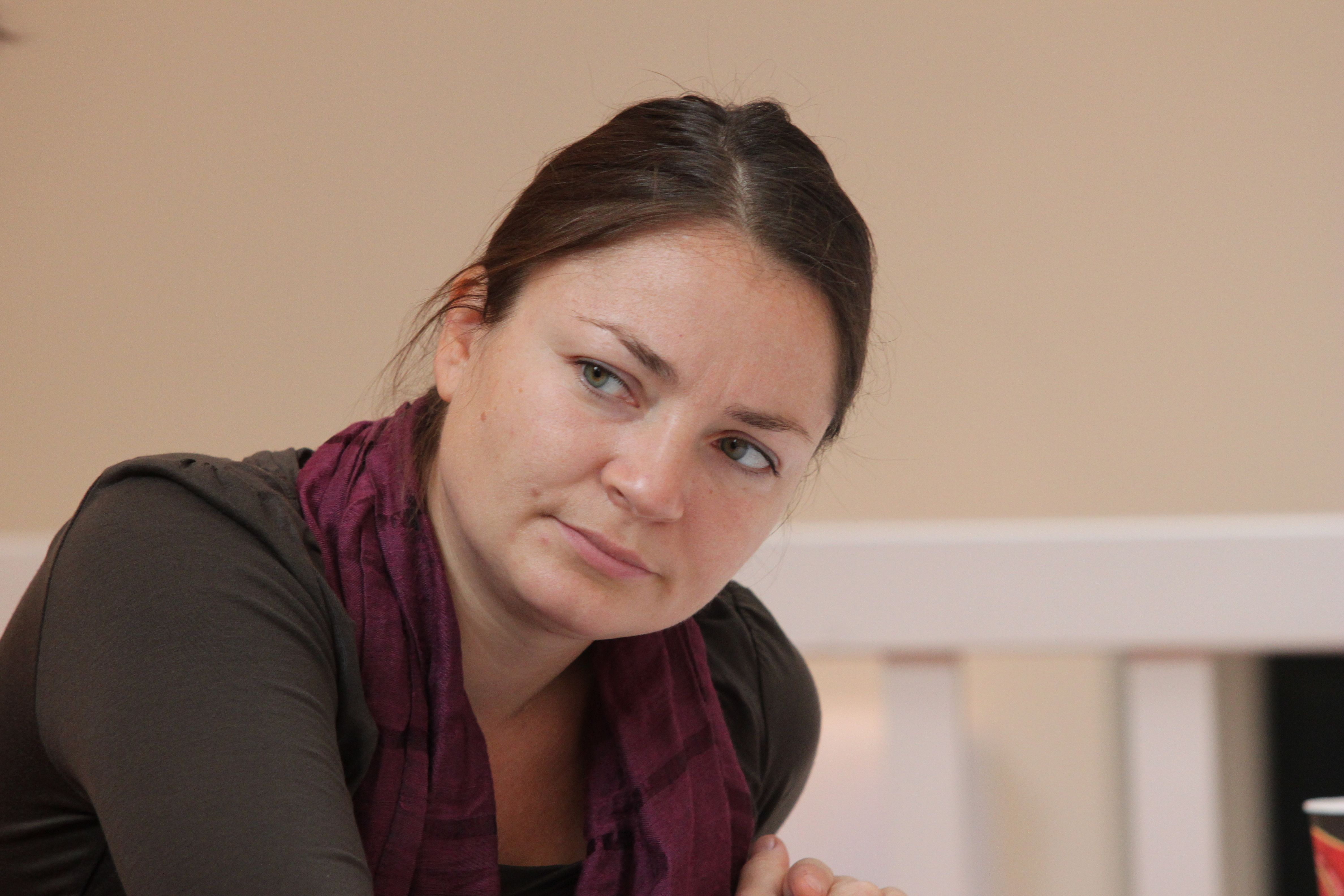
Helena Tulve

Helena Tulve (* 28. April 1972 in Tartu, Estnische SSR) ist eine estnische Komponistin.

## Leben und Werk
Helena Tulve lernte Komposition bei Alo Põldmäe am Tallinner Musikgymnasium (Tallinna Muusikakeskkool) und studierte von 1989 bis 1992 bei Erkki-Sven Tüür am Staatlichen Tallinner Konservatorium. 1994 schloss sie ihr Studium mit dem Premier Prix bei Jacques Charpentier am Conservatoire de Paris ab. Von 1993 bis 1996 bildete sie sich in Paris fort. Seit 2000 ist Helena Tulve Dozentin an der Estnischen Musik- und Theaterakademie in Tallinn und freischaffende Komponistin. Im selben Jahr wurde ihr der Heino-Eller-Musikpreis verliehen. Als Auftragskomponistin von Musica femina münchen wurde Hingamisveele/To the breathing water 2011 im Prinzregententheater vom Münchener Kammerorchester uraufgeführt.
Helena Tulve gehört zur jungen, experimentellen Generation estnischer Komponisten. Im Gegensatz zur neo-klassizistischen Musikströmung, die Rhythmus-zentriert arbeitet, legt Tulve ihren Schwerpunkt auf Ton und Klang. Sie ist stark von der französischen Schule der Spektralmusik, IRCAM-Experimentalmusik, dem gregorianischen Choral und östlichen Musikstilen beeinflusst. Ihre Werke werden in der ganzen Welt gespielt.

## Werke (Auswahl)
- Lethe (für Kammerensemble, 1991)
- Exodus (für Kammerchor, 1993)
- Öö (für Saxophonquartett, 1997)
- à travers (für Kammerensemble, 1998)
- Sans titre (für Cembalo, 1999)
- Sula (für Sinfonieorchester, 1999)
- Musik für den Film Somnambuul (2003)
- It Is Getting So Dark (Kammeroper, 2004)
- Extinction des choses vues (für Sinfonieorchester, 2007)
- Hõbevalge (für Geige und Orchester, 2008)
- Hingamisveele (für Streichorchester, 2011)